# Возрождение (Вологодская область)
Возрождение — посёлок в Харовском районе Вологодской области.
Входит в состав Семигороднего сельского поселения, с точки зрения административно-территориального деления — в Семигородний сельсовет.
Расстояние по автодороге до районного центра Харовска — 20 км, до центра муниципального образования Семигородней — 5 км. Ближайшие населённые пункты — Волонга, 6 км, Семигородняя.
По переписи 2002 года население — 37 человек (14 мужчин, 23 женщины). Всё население — русские.

## Достопримечательности
- Семигородняя Успенская пустынь